# Barbara Pachl-Eberhart

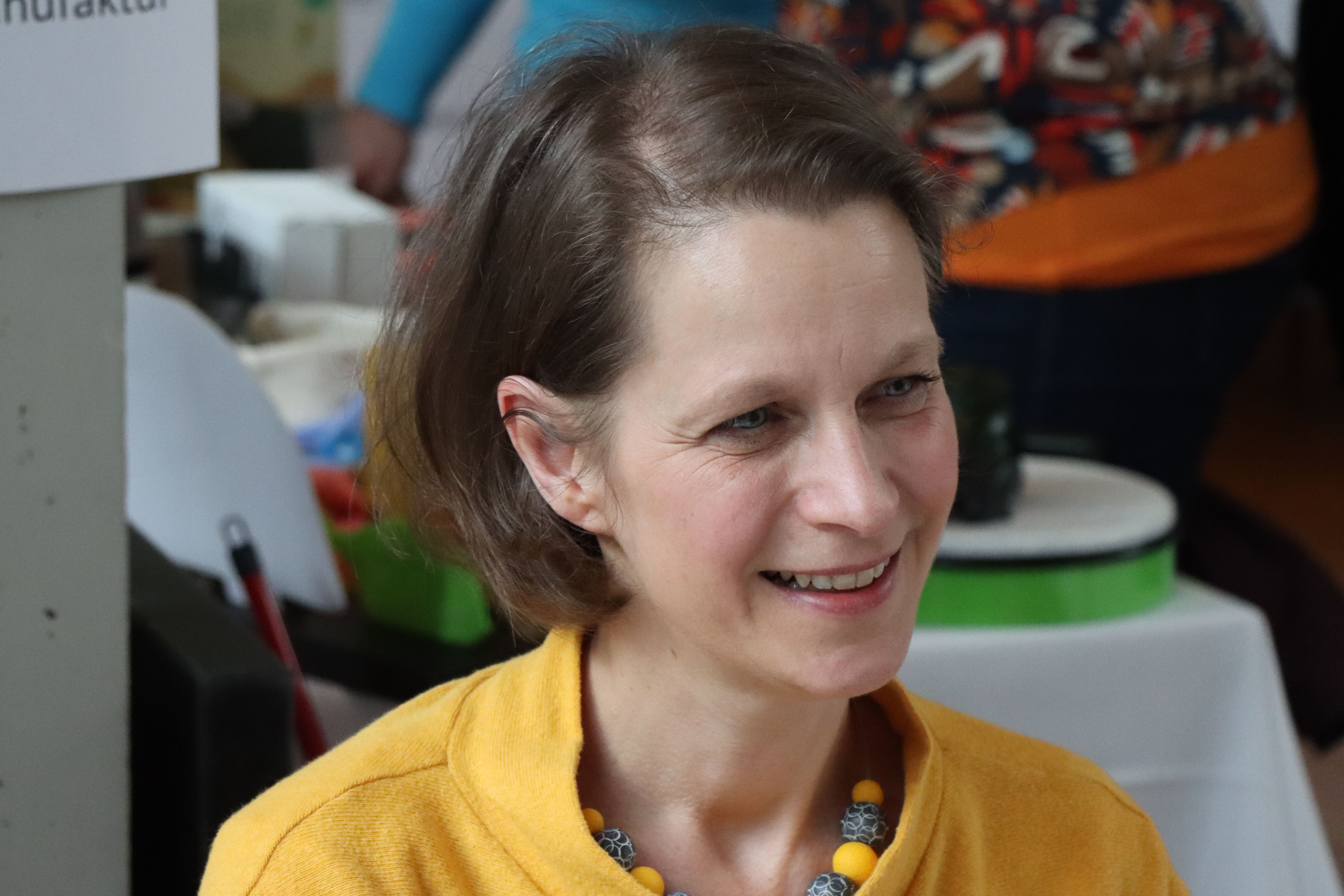
Barbara Pachl-Eberhart (2024)

Barbara Pachl-Eberhart (* 31. März 1974 in Wien) ist eine österreichische Autorin und Schreibpädagogin.

## Leben
Nach der Matura im Jahr 1992 studierte Pachl-Eberhart Querflöte an der Hochschule für Musik und darstellende Kunst Wien, was sie aber wenige Monate vor dem Ende im Jahr 1997 abbrach, weil ihr eigener Aussage zufolge „lachende Gesichter“ bei Aufführungen fehlten. Sie versuchte sich anschließend im Straßentheater. Zur selben Zeit begann sie in Wien eine Ausbildung zur Volksschullehrerin, die sie im Jahr 2000 in der Steiermark abschloss.
Im selben Jahr lernte sie ihren späteren Mann Helmut Eberhart kennen, der als Clown und Spielpädagoge seinen Lebensunterhalt bestritt. Sie heiratete ihn im darauffolgenden Jahr. Im selben Zeitraum begann sie als Clowndoktor in Krankenhäusern Patienten zu begleiten und tat dies insgesamt neun Jahre lang. Im Jahr 2001 wurde ihr Sohn geboren. 2006 kam ihre Tochter zur Welt.
Am 20. März 2008 verunglückten ihr Mann und ihre beiden Kinder bei einem Verkehrsunfall an einem unbeschrankten Bahnübergang tödlich. Nach diesem Schicksalsschlag begann sie mit dem Schreiben, woraus die Autobiografie Vier minus drei entstand. Nach dem Erscheinen ihres Buchs begann sie, insbesondere aufgrund der Nachfrage ihrer Leserschaft, als Trauerbegleiterin Seminare und Lesungen zu halten. Daneben schrieb sie weitere Bücher. 
2015 ging Pachl-Eberhart dazu über, literarisch-biografisches Schreiben und Journal-Writing nach Methoden der Poesie- und Bibliotherapie zu unterrichten. Ihrer zweiten Ehe mit dem Schauspieler Ulrich Reinthaller entstammt eine 2017 geborene Tochter. Diese Ehe wurde 2021 geschieden. Seit dem Jahr 2025 lebt Barbara Pachl-Eberhart in dritter Ehe mit Thomas Sommer. 

## Rezeption
2018 veröffentlichte der WDR eine Dokumentation mit dem Titel Als Witwe zurück ins Leben | WDR Doku., die sich mit ihrem Leben in den Jahren nach dem Verunglücken ihrer Familie auseinandersetzt.
Im Juni 2023 wurde bekannt, dass ihr Buch Vier minus drei von Adrian Goiginger verfilmt werden solle.

## Veröffentlichungen
- Vier minus drei. Wie ich nach dem Verlust meiner Familie zu einem neuen Leben fand. Integral, München 2012, ISBN 978-3-453-70203-5.
- Warum gerade du? Antworten auf die großen Fragen der Trauer. Integral, München 2017, ISBN 978-3-453-70339-1.
- Federleicht - Die kreative Schreibwerkstatt. Integral, München 2017, ISBN 978-3-7787-9279-7.
- Chopin besucht Vivaldi und in der Bucht von Venedig schwimmen Delfine. Terzium, Allschwil 2020, ISBN 978-3-906294-17-9.
- Wunder warten gleich ums Eck. Entdecke die kleinen Dinge, die den Alltag verzaubern. Integral, München 2021, ISBN 978-3-453-70393-3.
- Die Pandemie – Hoffnung: „was wir verlieren / was wir gewinnen“, Remedium Verlag, Geisenheim 2020